# Königstein/Sächs. Schw.
Königstein/Sächs. Schw. település Németországban, azon belül Szászország tartományban. Lakosainak száma 2141 fő (2023. december 31.). Königstein/Sächs. Schw. Bad Gottleuba-Berggießhübel és Bad Schandau községekkel határos. Legfőbb nevezetessége a város fölött magasodó königsteini erőd.

## Népesség
A település népességének változása:
| Lakosok száma | 2092 | 2089 | 2085 | 2101 | 2141 |
|               | 2017 | 2019 | 2021 | 2022 | 2023 |